# Stanisław Getter
Stanisław Henryk Getter (ur. 7 maja 1895 we Lwowie, zm. 6 maja 1974 we Wrocławiu) – podpułkownik Polskich Sił Zbrojnych.

## Życiorys
Urodził się 7 maja 1895 we Lwowie. W 1914 ukończył VII klasę w Gimnazjum im. Mickiewicza we Lwowie (w jego klasie był Kajetan Czarkowski-Golejewski).
Po zakończeniu I wojny światowej, jako były oficer c. i k. armii został przyjęty do Wojska Polskiego i zatwierdzony do stopnia podporucznika. U kresu wojny w listopadzie 1918 brał udział w obronie Lwowa podczas wojny polsko-ukraińskiej. Później uczestniczył w wojnie polsko-bolszewickiej 1920. Został awansowany na stopień porucznika piechoty ze starszeństwem z dniem 1 marca 1922, a następnie na stopień kapitana piechoty ze starszeństwem z dniem 15 sierpnia 1924. W początkowych latach 20. był oficerem 40 pułku piechoty we Lwowie. W późniejszych latach 20. jako oficer lwowskiego pułku został przeniesiony do Korpusu Ochrony Pogranicza. W 1928 był dowódcą kompanii granicznej KOP „Lewacze” . W 1932 był oficerem 13 pułku piechoty w Pułtusku. Później został przeniesiony do korpusu oficerów administracji, grupa administracyjna.
Według stanu z marca 1939 był kwatermistrzem batalionu KOP „Orany”. Po wybuchu II wojny światowej i agresji ZSRR na Polskę z 17 września 1939 był dowódcą tej jednostki w trakcie obrony Wilna. Po przedostaniu się na Zachód wstąpił do Wojska Polskiego we Francji i szeregach 2 Dywizji Strzelców Pieszych walczył w kampanii francuskiej w 1940. Następnie został internowany w Szwajcarii.
Po wojnie pozostał na emigracji. Służył w Oddziałach Wartowniczych przy wojskach amerykańskich. Do końca życia pozostawał w stopniu podpułkownika. Zmarł 6 maja 1974 we Wrocławiu. Został pochowany na tamtejszym Cmentarzu Świętej Rodziny.

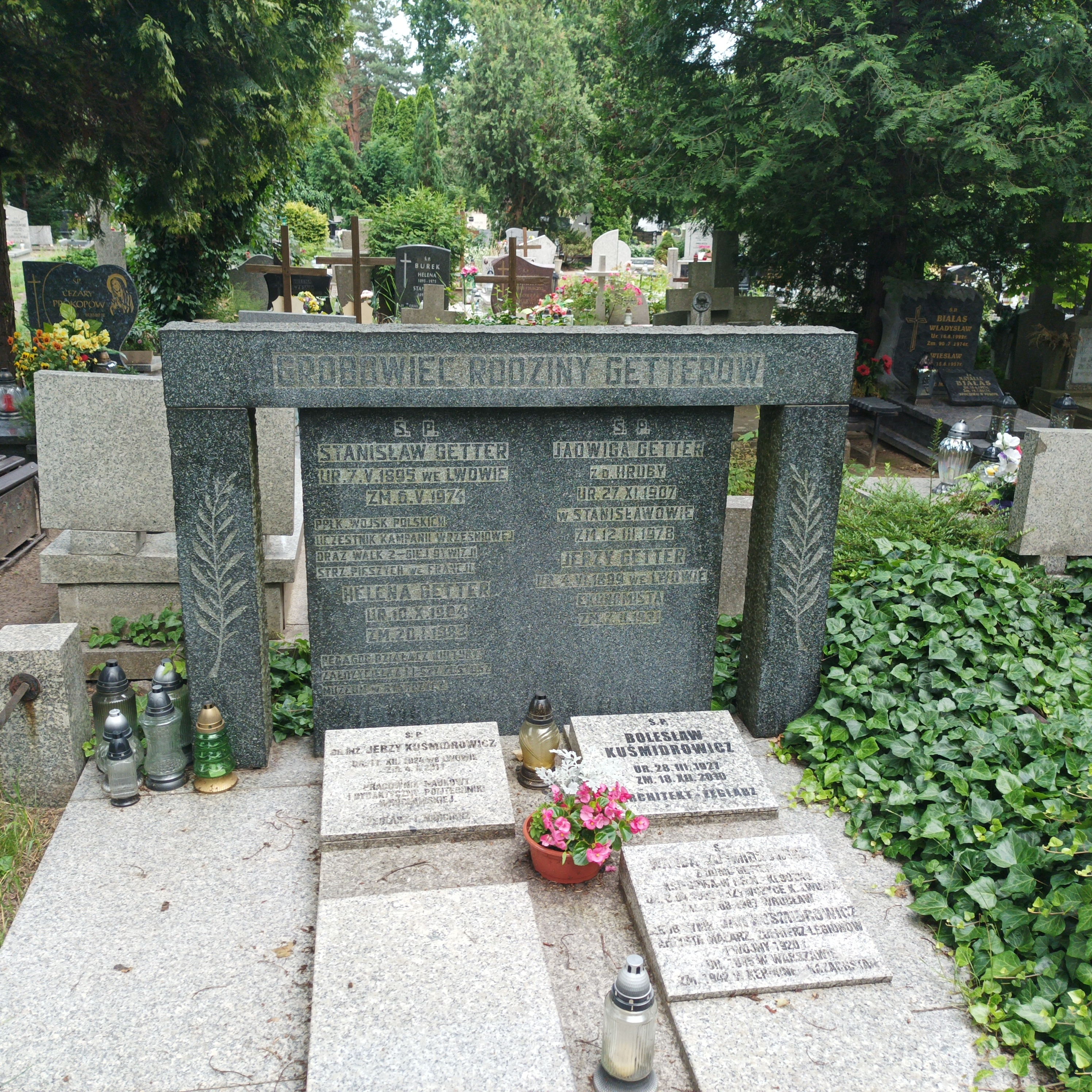
Grób ppłka Stanisława Gettera na Cmentarzu Świętej Rodziny we Wrocławiu

## Ordery i odznaczenia
- Krzyż Walecznych (przed 1923)
- Srebrny Krzyż Zasługi (przed 1932)